# P!nk
Alecia Beth Moore (Doylestown, Pennsylvania, 8. rujna 1979.), poznatija kao Pink ili P!nk, američka je pjevačica i dvostruka dobitnica nagrade Grammy. Svjetsku je popularnost postigla 2000. godine, singlom "There You Go" i debitantskim albumom Can't Take Me Home. Drugi studijski album, M!ssundaztood, koji je izdan 2001. godine, njezin je najprodavaniji album.
P!nk je 2003. izdala svoj treći album Try This. Nakon stanke od tri godine, 2006. se vratila sa svojim četvrtim albumom, I'm Not Dead, na kojem je imala tri velika hita: "Stupid Girls", "Who Knew" i "U & Ur Hand".
Njezin peti album, Funhouse, izašao je potkraj listopada 2008. godine. Pjesma "So What" je njezin prvi solo singl na broju jedan ljestvice Hot 100.

## Djetinjstvo
P!nk je rođena u Doylestownu, savezna država Pennsylvania. Majka Judy Moore je medicinska sestra, a otac James Moore Jr. vijetnamski veteran. Otac joj je katolik, a majka Židovka. Porijeklo obitelji je iz Njemačke, Litve i Irske. P!nk je odrasla u Doyelstownu, gdje je pohađala škole Kutz Elementary School i Lenape Middle School te srednju školu Central Bucks West.

## Glazbena karijera
Njezin otac je svirao gitaru i pjevao joj pa je P!nk od malena željela postati rock zvijezda. U srednjoj se školi pridružila svom prvom bendu, Middleground, koji nije stekao popularnost. Uzori su joj bili Bette Midler, Janis Joplin, Steven Tyler, Kyisha Hunt, Jecyra Selvie, Tyriyona Bender, Madonna, Billy Joel, Indigo Girls, Don McLean, 2Pac i The Notorious B.I.G.
P!nk je razvijala svoj glas od malena. Unatoč tome što se rodila kao zdrava beba, ubrzo joj je dijagnosticirana astma. S četrnaest godina je počela nastupati po klubovima diljem Philadelphije, a sa šesnaest godina pridružila se triju Chice. Darly Simmons ju je uzeo kako bi pjevala prateće vokale za Dianu Ross, 98 Degrees, Kenny Lattimorea i Tevina Campbella.

### Can't Take Me Home i M!ssundaztood (2000. – 2002.)
Prvi album koji je P!nk izdala bio je Can't Take Me Home, koji su producirali Babyface i Steve Rhythm, a realiziran je u travnju 2000. Album je postigao dvostruku platinastu tiražu u SAD-u, prodan je u 5 milijuna primjeraka diljem svijeta te je ostvario dva singla u top deset u SAD-u: "There You Go" i "Most Girls". Treći singl s albuma, "You Make Me Sick", postao je manji hit u SAD-u gdje je bio među prvih četrdeset, a u Velikoj Britaniji među prvih deset. Pjesma "You Make Me Sick" korištena je i u filmu Plešimo zajedno (Save the Last Dance).
Godine 2001. P!nk je snimila obradu pjesme "Lady Marmalade" s Christinom Aguilerom, Lil' Kim i Mýom za soundtrack filma Moulin Rouge!. Pjesma je bila na vrhu ljestvice u Novom Zelandu, Velikoj Britaniji i SAD-u, te je postala najuspješnijim radijskim singlom ikada. Pjesma je postala još uspješnija kada je snimljen spot, koji je proglašen najboljim spotom godine na MTV Video Music Awards. Pjesma "Lady Marmalade" je također dobila Grammy.

### Try This (2003. – 2005.)
Sredinom 2003. P!nk je snimila pjesmu "Feel Good Time" koja je bila soundtrack za film Charliejevi anđeli 2: Punom brzinom. Svoj je treći album, Try This, izdala 11. studenog 2003. godine. Premda je album bio među prvih deset u SAD-u, Kanadi, Velikoj Britaniji i Australiji, prodaja albuma bila je puno manja od prethodnog albuma M!ssundaztood, no ipak je dosegla respektabilnih 3 milijuna primjeraka diljem svijeta, što mu je priskrbilo platinastu nakladu u SAD-u.
Pjesme "Trouble" i "God Is a DJ" nisu bile među prvih četrdeset u SAD-u, ali su u drugim državama bile među prvih deset. Pjesma "Last to Know" je izdana kao singl u Europi i Australiji. S pjesmom "Trouble" P!nk je dobila nagradu Grammy (Best Female Rock Vocal Performance), a pjesma "Feel Good Time" bila je nominirana u kategoriji Best Pop Collaboration with Vocals.
Dana 19. veljače 2004. P!nk je započela svoju drugu turneju, na kojoj je imala ukupno 69 koncerata: 63 koncerta u Europi i 6 u Australiji.
Godine 2005. je s prijateljicom Lisom Marie Presley snimila pjesmu "Shine", koja je objavljena na Lisinom drugom albumu Now What.

### I'm Not Dead (2006. – 2007.)
P!nk si je uzela malu pauzu kako bi pisala pjesme za svoj četvrti album, I'm Not Dead. P!nk je na ovom albumu surađivala s producentima Maxom Martinom, Billyjem Mannom, Christopherom Rojasom, Butchom Walkerom, Lukaszom Gottwaldom i Joshom Abrahamom.
Album je izašao u travnju 2006. godine. Bio je na ljestvici Top 10 u SAD-u, Top 5 u Velikoj Britaniji, kao i na broju jedan u Njemačkoj i Australiji. Prodan je u 1,1 milijun primjeraka u SAD-u, preko 630.000 primjeraka u Australiji i u više od 6 milijuna diljem svijeta. U Australiji je stekao veliku popularnost - što dokazuje šest Top 5 singlova - te je bio 62 tjedna među prvih 10, a čak je devet puta ovjenčan platinastom nakladom.
Godine 2007. P!nk je snimila video spot za pjesmu "U + Ur Hand", a singl "Stupid Girls" bio je najveći njezin hit u SAD-u od 2002. Pjesma je bila nominirana za nagradu Grammy u kategoriji Best Female Pop Vocal Performance. U spotu za ovu pjesmu P!nk ismijava poznate djevojke kao što su Lindsay Lohan, Jessica Simpson i Paris Hilton. Spot za pjesmu "Stupid Girls" dobio je i nagradu MTV Video Music Award za najbolji pop video.
Pjesme "Who Knew" i "U + Ur Hand" bili su hitovi diljem Australije i Europe, a tek kasnije i u Americi. Singl "Nobody Knows" bio je hit u Velikoj Britaniji, Njemačkoj i Australiji. Pjesma "Dear Mr. President", koja je otvoreno pismo s pitanjima upućenim tadašnjem američkom predsjedniku Bushu, bila je u Top 5 u Njemačkoj, Australiji i drugim državama. Pjesme "'Cuz I Can" i "Leave Me Alone (I'm Lonely)" bile su u Top 40 u Velikoj Britaniji i Top 5 u Australiji.
P!nk je svoju treću turneju započela 24. lipnja 2006., a završila je 8. prosinca 2007. 
Na turneji je imala ukupno 160 koncerata. U Sjevernoj Americi je imala 22 koncerta, u Australiji i Novom Zelandu 36, u Aziji jedan, Africi tri, te Europi 98. Na ovoj turneji P!nk je posjetila i Hrvatsku, te je 15. prosinca 2006. održala koncert u Zagrebu, u Košarkaškom centru Dražen Petrović.
U Australiji je za ovu turneju prodano rekordnih 307.000 ulaznica. Jedan od koncerata u Londonu je snimljen te je izdan DVD Pink: Live from Wembley Arena.
Godine 2006. P!nk je odabrana da otpjeva pjesmu u reklami za NBC-jev Sunday Night Football, "Waiting All Day for Sunday Night". Također je 2006. i 2007. bila gost Justina Timberlakea na njegovoj turneji FutureSex/LoveShow Tour.
U prosincu 2007. P!nk je izdala posebnu kolekciju albuma, "Pink Box", koja je sadržavala njezin drugi, treći i četvrti album, te DVD Live in Europe. Pink Box je prodan u 35.000 primjeraka.

### Funhouse i Truth About Love (2008. – 2013.)
P!nk je 20. veljače 2008. na svojoj web stranici objavila da se rastaje od svog supruga Careya Harta i potvrdila da radi na novom albumu. Potkraj srpnja potvrđeno je da će novi album izaći u prodaju 28. listopada 2008. Prvi singl, "So What", službeno je pušten na radijskim postajama 18. kolovoza i ubrzo je postao broj jedan na mnogim top ljestvicama u cijelom svijetu, uključujući i najprestižniju - Billboard Hot 100, što je bila prva najviša pozicija za P!ink na ovoj ljestvici. Već 22. kolovoza izašla je nova pjesma, "Crystal Ball", koja govori o neizvjesnosti budućnosti. Dana 24. kolovoza P!nk je u jednom intervju na australskom radiju pričala o svom novom albumu Funhouse, te je rekla kako joj je raspored popunjen do 2010.
Dana 3. studenog album Funhouse debitirao je kao broj jedan na top ljestvici ARIA, te je dobio dvije platinaste naklade za više od 150.000 prodanih albuma u prvom tjednu. Sve karte za 46 koncerata koji su zakazani za turneju 2009. godine u Australiji vrlo su brzo rasprodane.
Dana 23. studenog P!nk je na dodjeli nagrada "American Music Awards" otpjevala svoj drugi singl, "Sober". Također je snimila i video spot za pjesmu "Please Don't Leave Me".
Za 2009. planirana je nova svjetska turneja, nazvana "The Funhouse Tour", koja će početi 24. veljače u Francuskoj. U Europi će P!nk održati 64 koncerta, a u Australiji 46. Za Ameriku još nisu objavljeni datumi i broj koncerata koje će održati. U svibnju 2009. izdaje svoj "P!nk Box", na kojem su njezini prvi, drugi, treći i četvrti album. U srpnju 2012 godine izdaje svoj singl "Blow Me (One Last Kiss)
kao prvi singl s albuma The Truth About Love koji je izdala u rujnu. Kasnije je izdala dva hit singla: Try i Just Give Me a Reason (feat. Nate Ruess), a u lipnju je izdala singl True Love u kojem pjeva Lily Allen. Kasnije kreće na turneju The Truth About Love Tour

## Filmografija
| Film   | Film                                | Film              | Film |
| Godina | Film                                | Uloga             |      |
| ------ | ----------------------------------- | ----------------- | ---- |
| 2002.  | Rollerball                          | Rock pjevačica    |      |
| 2003.  | Charliejevi anđeli 2: Punom brzinom | Coal bowl starter |      |
| 2007.  | Katakombe                           | Carolyn           |      |
| 2010.  | Get Him to the Greek                | Ona sama          |      |

## Privatni život

### Brak i razvod
Pink je profesionalnog motocross vozača Careya Harta upoznala 2001. na X Games natjecanju u Philadelphiji. Pink je Careya zaprosila 2005. na utrci u Mammoth Lakes u Kaliforniji, držeći tablu na kojoj je pisalo "Will you marry me?" (Hoćeš li se udati za mene?), a na drugoj je strani pisalo "I'm Serious!" (Ozbiljno mislim).
Par se vjenčao 7. siječnja 2006. na plaži u Kostariki. Nakon dvije godine braka, njezina je glasnogovornica rekla magazinu "People" da su se P!nk i njezin suprug Carey Hart odlučili rastati. Rekla je da je ta odluka donesena između dvoje najboljih prijatelja s puno ljubavi i poštovanja, što je Hart posredno potvrdio pojavivši se 2008. u videu za pjesmu "So What".
U travnju 2009. godine P!nk i Carey potvrdili su da su ponovo zajedno i da se zapravo nikada nisu legalno rastali te da su još uvijek u braku.

## Diskografija

### Studijski albumi
- 2000.: Can't Take Me Home
- 2001.: M!ssundaztood
- 2003.: Try This
- 2006.: I'm Not Dead
- 2008.: Funhouse
- 2012.: The Truth About Love
- 2017.: Beautiful Trauma
- 2019.: Hurts 2B Human
- 2023.: Trustfall

### DVD-ovi
- 2004.: Pink: Live in Europe
- 2007.: Pink: Live from Wembley Arena
- 2009.: Pink: The Funhouse Tour
- 2009.: Pink: Funhouse Live in Australia

### Kompilacije
- 2005.: Missundaztood / Can't Take Me Home
- 2007.: Pink Box
- 2010.: Greatest Hits... So Far!!!
- 2011.: The Album Collection

## Turneje
| - 2002.: Party Tour - 2004.: Try This Tour - 2006.–2007.: I'm Not Dead Tour - 2007.: I'm Not Dead Summer Tour - 2009.: Funhouse Tour | - 2001.: 'N Sync / No Strings Attached Tour - 2002.: Lenny Kravitz - 2002.: Janet Jackson / All for You Tour - 2007.: Justin Timberlake / FutureSex/LoveShow |

## Nagrade i nominacije
| Godina                      | Kategorija                           | Izvedba                                               | Rezultat   |
| Grammy                      | Grammy                               | Grammy                                                | Grammy     |
| --------------------------- | ------------------------------------ | ----------------------------------------------------- | ---------- |
| 2001.                       | Najbolja pop vokalna suradnja        | "Lady Marmalade" (Christina Aguilera, Lil' Kim i Mýa) | osvojena   |
| 2003.                       | Najbolja ženska pop vokalna izvedba  | "Get the Party Started"                               | osvojena   |
| 2003.                       | Najbolji pop album                   | M!ssundaztood                                         | nominacija |
| 2004.                       | Najbolja ženska rock vokalna izvedba | "Trouble"                                             | osvojena   |
| 2004.                       | Najbolja pop vokalna suradnja        | "Feel Good Time"                                      | nominacija |
| 2007.                       | Najbolja ženska pop vokalna izvedba  | "Stupid Girls"                                        | nominacija |
| 2009.                       | Najbolja ženska pop vokalna izvedba  | "So What"                                             | nominacija |
| BRIT Awards                 |                                      |                                                       |            |
| 2003.                       | Najbolji međunarodni ženski izvođač  | —                                                     | osvojena   |
| 2007.                       | Najbolji međunarodni ženski izvođač  | —                                                     | nominacija |
| 2009.                       | Najbolji međunarodni ženski izvođač  | —                                                     | nominacija |
| MTV Australia Music Awards  |                                      |                                                       |            |
| 2007.                       | Album godine                         | "I'm Not Dead"                                        | nominacija |
| 2007.                       | Download godine                      | "Who Knew"                                            | osvojena   |
| 2007.                       | Najbolji ženski izvođač              | "U + Ur Hand"                                         | osvojena   |
| 2007.                       | Najbolji pop video spot              | "U + Ur Hand"                                         | nominacija |
| 2008.                       | Najbolji izvođač uživo               | "I'm Not Dead Tour"                                   | osvojena   |
| MTV Europe Music Awards     |                                      |                                                       |            |
| 2008.                       | "Najzaraznija" pjesma                | "So What"                                             | osvojena   |
| Meteor Ireland Music Awards |                                      |                                                       |            |
| 2009.                       | Najbolji međunarodni ženski izvođač  | —                                                     | nominacija |

## Vanjske poveznice
- Službena stranica Arhivirana inačica izvorne stranice od 23. travnja 2012. (Wayback Machine) (engl.)